# Edge of Sanity
Edge of Sanity est un groupe de death metal suédois, originaire de Finspång. Il est formé en 1989 par le chanteur, batteur et multi-instrumentiste Dan Swanö, aux côtés du bassiste et guitariste Andreas « Dread » Axelsson. Après dix ans d'existence, Edge of Sanity arrête toute activité en 1999. Il revit très brièvement en 2003 avant de se séparer définitivement.

## Biographie

### Débuts (1989–1992)
Edge of Sanity est formé en 1989 par le chanteur, batteur et multi-instrumentiste Dan Swanö et le bassiste/guitariste Andreas « Dread » Axelsson. Après avoir recruté le bassiste Anders Lindberg, le guitariste Sami Nerberg et le batteur Benny Larsson, le groupe enregistre plusieurs démos jusqu'en 1990 où l'une d'entre elles intitulée Kur-Nu-Gi-A attire l'attention de la maison de disques Black Mark et lui permet de décrocher son premier contrat.
En 1991, il enregistre son premier album Nothing but Death Remains avec l'ingénieur du son de Bathory, et commence à se faire remarquer par la presse spécialisée. Il a cependant du mal à se démarquer du reste de la scène death metal suédoise alors en pleine explosion (Entombed, Grave, Dismember, Unleashed,…).
Le deuxième album, Unorthodox, publié l'année suivante, en 1992, s'avère beaucoup plus convaincant et dépasse largement les frontières du death metal en intégrant des parties de guitare acoustique et de nombreux changements de rythme. Le dernier titre de l'album When All is Said flirte avec la ballade et on peut même entendre Dan Swanö chanter d'une voix claire sur Enigma. Après la sortie de l'album, Dan Swanö décide de se concentrer sur sa nouvelle activité de producteur. Il travaille alors pour différents groupes metal dans son propre studio, le Unisound Studio, et commence à se faire une réputation dans le milieu.

### Succès international (1993–1998)
Le troisième album, The Spectral Sorrows, sort en 1993 et lorgne vers le rock progressif. Il ressemble étrangement à la musique jouée par Unicorn, le projet parallèle de Dan. Il s'avère musicalement extrêmement convaincant et permet au groupe non seulement d'obtenir la reconnaissance au niveau international, mais aussi de s'établir comme leader dans sa catégorie. Sur le mini-album Until Eternity Ends, publié en 1994, se trouve une reprise de The Police, intitulée Invisible Sun. La même année sort l'album Purgatory Afterglow, presque entièrement écrit par Dan Swanö et qui est musicalement le parfait équilibre entre le death metal traditionnel et la musique expérimentale. Dan, qui est un compositeur hyperactif, écrit et sort pratiquement simultanément un album de son projet parallèle de metal gothique Nightingale. Pour la première fois, des tensions se font sentir entre les membres du groupe.
En 1996 sort Crimson composé d'un seul et unique morceau de 40 minutes, entièrement écrit par Dan Swanö et enregistré en moins de 24 heures par des musiciens qui n'auront pas eu leur mot à dire au point de vue artistique, ce qui ne fera qu'empirer les tensions naissantes entre Dan et le reste du groupe. Musicalement, l'album est très inspiré et abouti. Il comprend des passages calmes et des passages violents, des parties vocales claires et d'autres « grognées », ainsi que des nappes de claviers qui rappellent étrangement Marillion,,. Malgré le format anti-commercial du disque, Crimson est la meilleure vente du groupe à ce jour. Il donnera lieu à une tournée à travers l'Europe.
L'album Infernal, publié en 1997, illustre les tensions au sein du groupe qui vont jusqu'à l'absurdité. Alors que la moitié des morceaux est entièrement écrite et jouée par Dan Swanö, l'autre moitié l'est par le reste du groupe et Dan ne fait qu'y chanter. Afin de sortir de l'impasse, Dan Swanö propose de continuer le groupe tout seul. La maison de disques accepte sous la condition que l'album suivant soit enregistré uniquement par le reste du groupe. C'est ainsi que sort toujours la même année l'album Cryptic auquel Dan ne participe pas. Le disque, qui est très orienté vers le death metal du début, recevra un accueil très mitigé de la part des fans.

### Tournées et séparation (1999–2003)
Après une tournée européenne, et la sortie d'une compilation Evolution en 1999, Edge of Sanity arrête toute activité. Dan Swanö en profite pour sortir l'album Moontower sous son nom et donner naissance au deuxième album de Nightingale. Malgré la forte pression des fans, Dan se refuse à relancer Edge of Sanity. Jusqu'au jour où un fan israélien le supplie de donner un successeur à Crimson jusqu'à lui proposer d'en supporter les frais d'enregistrement.
L'idée d'un Crimson II fait son chemin et finit par aboutir en 2003. Dan commence par enregistrer tout seul chez lui, puis se fait aider par deux guitaristes, Mike Wead et Simon Johansson, et un chanteur pour les parties claires Roger Johansson. L'album est à nouveau composé d'un seul morceau, mais qui est cette fois-ci divisé en plusieurs pistes. Il fera l'unanimité des fans comme de la presse,.

## Membres

### Derniers membres
- Dan Swanö - chant (1989-1997, 2003), piano (1992-1993), guitare (1993, 1996-1997, 2003), claviers (1996, 2003), basse (1997, 2003, batterie (2003)

### Anciens membres
- Andreas « Dread » Axelsson - guitare (1989-1999), basse (1993), chant (1997)
- Sami Nerberg - guitare (1989-1999)
- Anders Lindberg - basse (1989-1999)
- Benny Larsson - batterie (1989-1999)
- Robert « Robban » Karlsson - chant (1997-1999)

## Discographie

### Albums studio
- 1991 : Nothing but Death Remains
- 1992 : Unorthodox
- 1993 : The Spectral Sorrows
- 1994 : Purgatory Afterglow
- 1996 : Crimson
- 1997 : Infernal
- 1997 : Cryptic
- 2003 : Crimson II

### EP
- 1994 : Until Eternity Ends

### Démos
- 1989 : Euthanasia
- 1990 : Kur-Nu-Gi-A
- 1990 : The Dead
- 1990 : The Immortal Rehearsals
- 1992 : Dead but Dreaming
- 1992 : Unorthodox
- 1993 : Lost
- 1993 : Darkday
- 1993 : The Spectral Sorrows Demos
- 1996 : Infernal Demos

### Compilations
- 1999 : Evolution
- 2006 : When All Is Said: The Best of Edge of Sanity
- 2012 : Kur-Nu-Gi-A